# Selenops ollarius
Selenops ollarius är en spindelart som beskrevs av Zhu, Sha och Chen 1990. Selenops ollarius ingår i släktet Selenops och familjen Selenopidae. Inga underarter finns listade i Catalogue of Life.